# Papagal Ara cu aripi verzi
Papagalul Ara cu aripi verzi (Ara chloropterus) este un papagal mare, predominant roșu, din genul Ara. Este popular în avicultură și este a doua cea mai frecvent păstrată specie de papagal, după vărul său, Ara cu piept galben. Totuși, această specie nu este la fel de comună în captivitate ca Ara cu piept galben și este mult mai scumpă, prețurile fiind adesea duble față de cele ale araului cu piept galben.
Acest papagal este cel mai mare din genul Ara, fiind răspândit în pădurile și zonele împădurite din nordul și centrul Americii de Sud. Din păcate, în ultimii ani s-a înregistrat un declin semnificativ al numărului acestora din cauza pierderii habitatului și a capturării ilegale pentru comerțul cu păsări exotice. 

## Descriere
Papagalul Ara cu aripi verzi poate fi ușor distins de papagalul stacojiu. În timp ce pieptul ambelor păsări este roșu aprins, penele de acoperire ale aripilor superioare ale papagalului cu aripi verzi sunt predominant verzi, spre deosebire de galben sau de un amestec de galben și verde la papagalul stacojiu. De asemenea, Ara cu aripi verzi are linii roșii distinctive în jurul ochilor, formate din rânduri de pene mici pe zonele de piele albă, care reprezintă una dintre cele mai evidente diferențe față de papagalul stacojiu. Penele irizate de teal sunt înconjurate de roșu pe coadă. Dacă sunt observate împreună, papagalul cu aripi verzi este vizibil mai mare decât papagalul stacojiu.
Din punct de vedere al dimensiunii, această specie este a doua ca mărime după papagalul zambilă⁠(d), cea mai mare specie de papagal. La adulți, Ara cu aripi verzi atinge o lungime totală a corpului de 90-95 cm. Greutatea medie a adulților este de aproximativ 1.214 g, cu un interval de greutate raportat între 1.050 și 1.708 g. Deși intervalul de greutate este similar cu cel al papagalului zambilă, greutatea medie a Ara cu aripi verzi este ușor depășită de cea a papagalului zambilă și a Ara ambiguus, precum și de Kākāpō⁠(d).

## Comportament
Papagalul Ara cu aripi verzi se împerechează, de obicei, pe viață. Femela depune, în general, două sau trei ouă într-un cuib construit într-o gaură dintr-un copac. Aceasta incubă ouăle timp de aproximativ 28 de zile, iar puii ies⁠(d) din cuib la aproximativ 90 de zile de la ecloziune.

## Recuperarea populației
Din 1999, a fost observată o populație de Ara cu aripi verzi în Trinidad. Deși este posibil ca aceste păsări să fi scăpat din captivitate, este de asemenea plauzibil să provină dintr-o populație sălbatică, reprezentând o extindere a arealului speciei.
Se consideră că aria de răspândire istorică a acestei specii se extindea spre sud, incluzând provinciile argentiniene Chaco, Corrientes, Formosa și Misiones. Vânătoarea pentru carne, comerțul cu animale de companie și schimbările în utilizarea terenurilor au dus la dispariția speciei din întreaga sa arie de răspândire din Argentina până în anii 1960. Această specie este clasificată ca fiind pe cale de dispariție critică în Argentina. La mijlocul anilor 2010, s-a constatat că păsările au colonizat Parcul Național Iguazú, iar din 2019 specia pare să se fi extins și în Parque provincial Puerto Península⁠(d).
Specia face, de asemenea, obiectul unui program de reintroducere în Rezervația Provincială Iberá din provincia Corrientes, coordonat de organizații precum World Parrot Trust⁠(d), Aves Argentinas⁠(d) și Fundación CLT (Conservation Land Trust). Păsări captive din Regatul Unit au fost importate în 2015, iar prima pereche a fost eliberată în februarie 2019. Populația sălbatică este estimată la între 50.000 și 499.999 de exemplare. Ara cu aripi verzi este inclusă în Apendicele II al CITES, având comerțul restricționat.

## Galerie

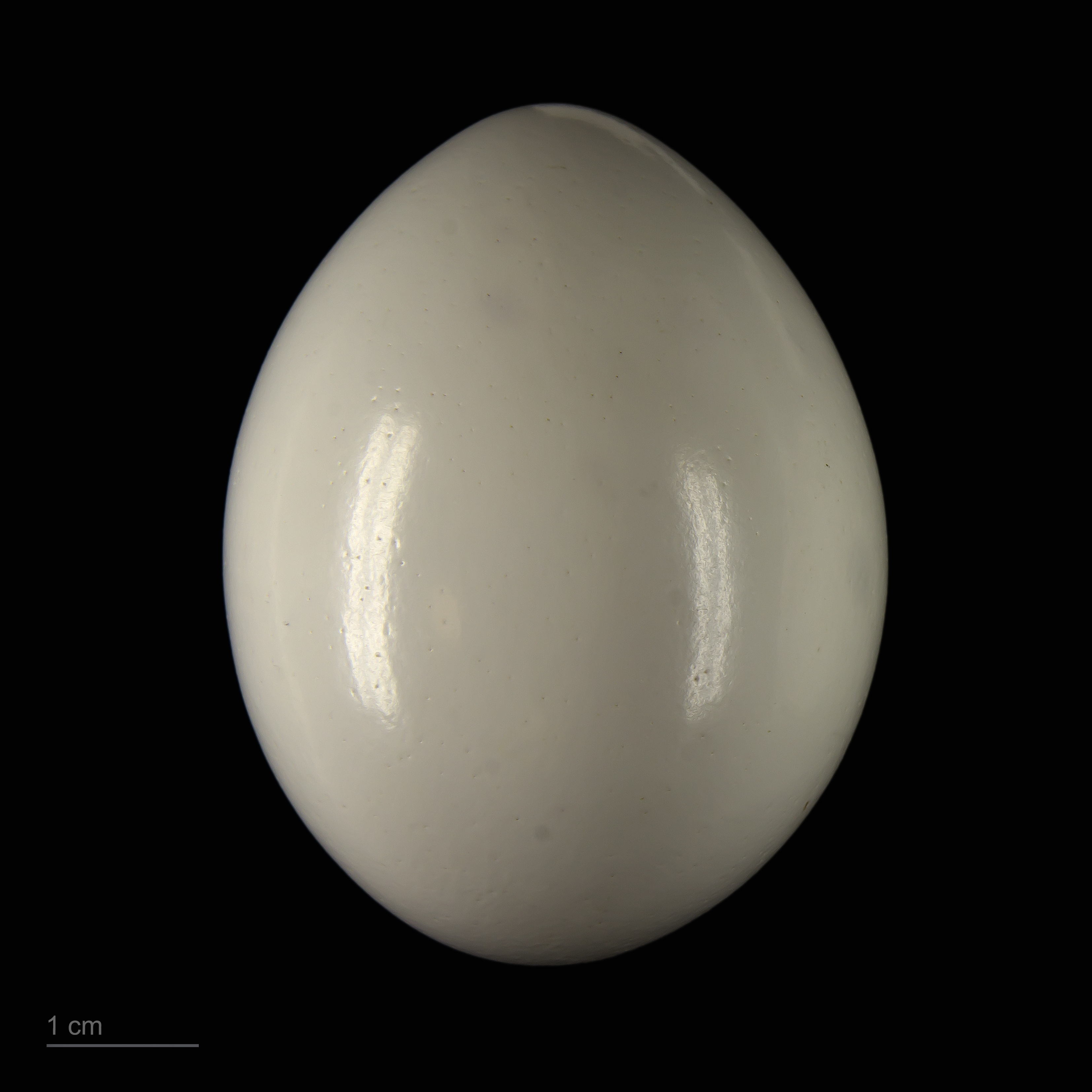
Ara chloropterus - MHNT
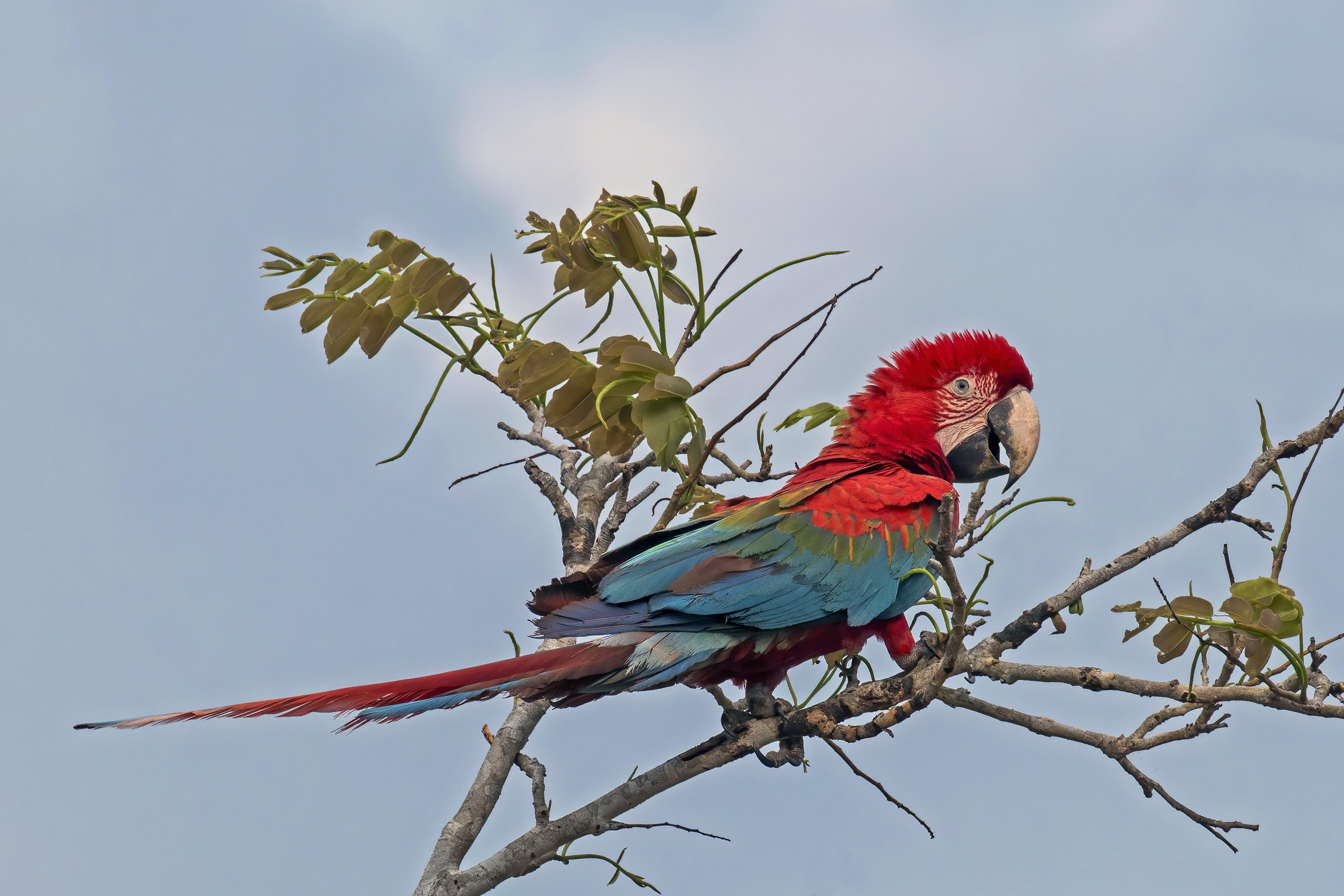
Tânăr, Pantanal, Brazilia
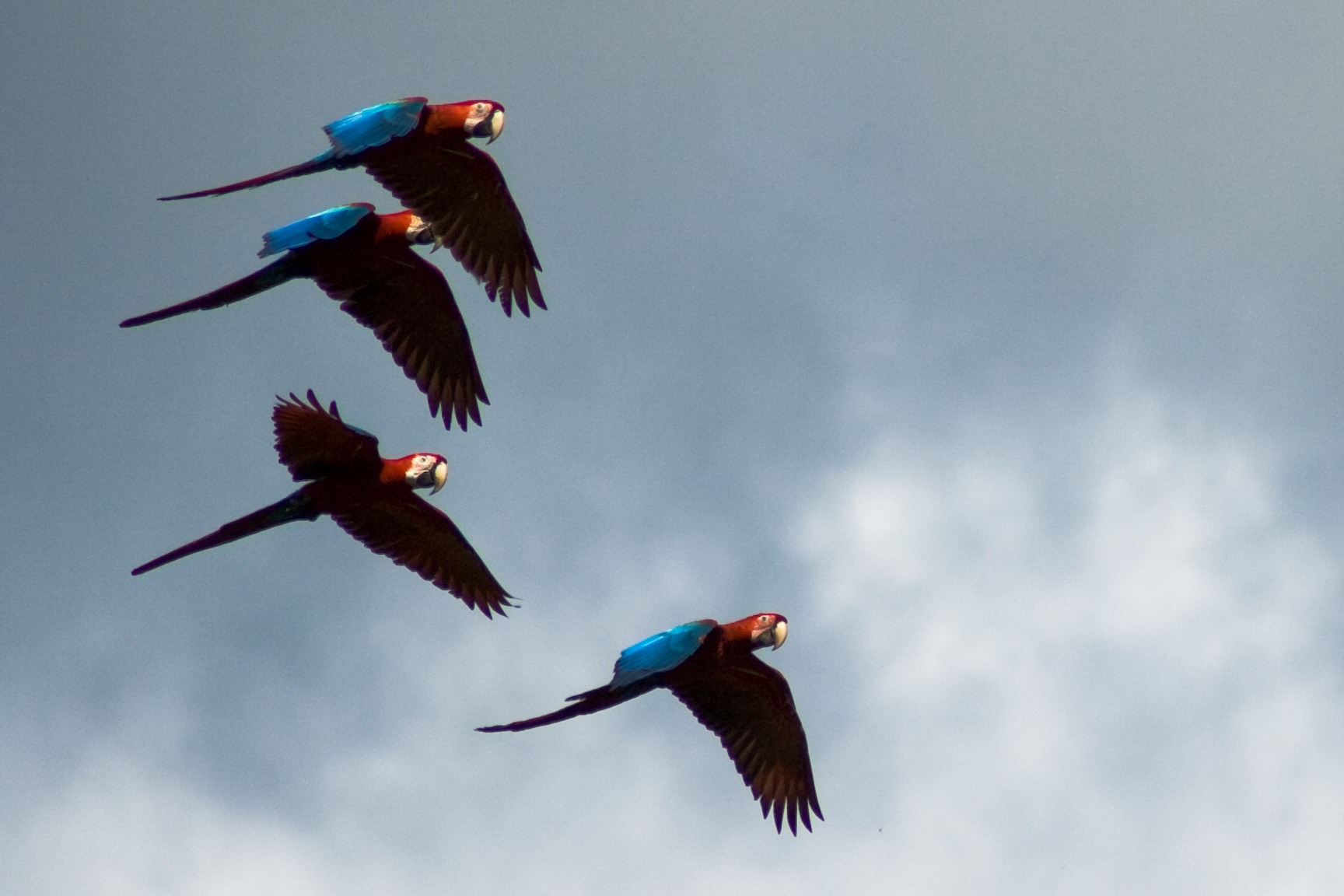
Patru papagali sălbatici cu aripi verzi zboară în Peru
- La Disney's Animal Kingdom⁠(d)